# 創造的進化
創造的進化（そうぞうてきしんか）とはアンリ・ベルクソンによって提唱された哲学の概念であり、またそれを主張した1907年発刊の著書である。生物というのは進化をしているわけであるが、これについて、因果的であったり目的を持った上で行われているということではなく、生物自身にとっても予測をすることができないような生気論的な飛躍（エラン・ヴィタール）によって進化をしているということであり、つまり創造的活動であるということである。このことから創造的進化では目的論や機械論は否定されているということになる。